# Wittighausen
Wittighausen est une commune de Bade-Wurtemberg (Allemagne), située dans l'arrondissement de Main-Tauber, dans la région de Heilbronn-Franconie, dans le district de Stuttgart. Peuplée de 1 800 habitants, elle est près de Lauda-Königshofen, Tauberbischofsheim et de Grünsfeld.